# شماخی
شَماخی (ترکی آذربایجانی: Şamaxı) شهری در شهرستان شماخی کشور جمهوری آذربایجان است. جمعیت این شهر بر اساس سرشماری سال ۱۹۸۹ میلادی، ۲۴٫۶۸۱ نفر و بر اساس سرشماری سال ۲۰۰۸ میلادی، ۳۰٫۱۰۰ بوده‌است.
شماخی در بالادست یکی از آبگیرهای غربی رود پیرسقت و تقریباً در چهل کیلومتری شرق آق‌سو قرار دارد. در ۱۱۴۷/ ۱۷۳۴، نادرشاه مردم شماخی را به ناحیه‌ای جدید (تقریباً سه کیلومتری جنوب شرقی روستای کنونی آق‌سو) کوچاند، امّا بعد از مرگ او به شهر قدیم خود بازگشتند.
در قرن چهارم مقدسی در وصف آن گوید شماخیه در پای کوهی واقع است و از سنگ و گچ ساخته شده، دارای آب جاری و باغستانست و فرمانروایانش که خاقان‌های آن ولایتند ملقب به شیروانشاه‌اند و گندم در آنجا فراوان به عمل می‌آید. حمدالله مستوفی گوید که صخرهٔ موسی که در قرآن، سورهٔ ۱۸ آیهٔ ۶۲ به آن اشاره شده‌است و چشمه حیوان در آن بوده.
این شهر به خاطر رقص سنتی آن، رقص شماخی، و همچنین برای فرش سوماک معروف است.
در طول تاریخ یازده زمین‌لرزه بزرگ شماخی را لرزانده‌است اما با بازسازی‌های متعدد، این شهر نقش خود را به عنوان مرکز اقتصادی و اداری شیروان و یکی از شهرهای کلیدی جاده ابریشم حفظ کرده بود. تنها ساختمانی که از هشت زلزله از یازده زلزله سالم بدر آمده‌است، مسجد جامع شماخی است که در سده هشتم ساخته شده‌است.

## تاریخ
شماخی در دوران‌های باستان همواره بخشی از ایران باستان بود و نخستین بار توسط جغرافیدان مصری یونانی-رومی باستان کلودیوس بطلمیوس در قرن اول تا دوم پس از میلاد به عنوان کاماچیا ذکر شد. شماخی شهر مهمی در قرون وسطی بوده و از قرن هشتم تا پانزدهم میلادی پایتخت قلمرو شروان‌شاهان بود.
شماخی در سده دوازدهم با هند و چین روابط اقتصادی و فرهنگی داشت و کاوش ظروف سفالی ثابت می‌کند که این شهر در همان زمان با شهرهای آسیای مرکزی نیز ارتباط داشته‌است. سکه‌های مسی کشف شده در شماخی در کاوش‌های باستان‌شناسی، ظروف چینی تولید شده در چین، کاروانسراهایی که در خدمت بازرگانی بین ملل بودند، نقش شماخی باستانی را در جاده ابریشم ثابت می‌کند.
راهب کاتولیک، مبلغ و کاشف ویلیام روبروک در سفر بازگشت خود از دربار خان بزرگ مغول از این شهر عبور کرد. در سال ۱۴۷۶، گیوسافات باربارو، دیپلمات ونیزی، در توصیف این شهر اظهار داشت: «این (ساماچی) شهر خوبی است؛ چهار تا پنج هزار خانه دارد، ابریشم، پنبه و چیزهای دیگر را طبق سنت خود تولید می‌کند».
شماخی در ۱۵۰۰–۱۵۰۱ توسط ایران صفوی تصرف شد. پس از فتح این منطقه توسط اولین فرمانروای صفوی، شاه اسماعیل یکم، او به نوادگان فرخ یسار اجازه داد تا بر شماخی و بقیه شیروان تحت فرمانروایی صفویه حکومت کنند. این امر تا سال ۱۵۳۸ ادامه یافت، تا زمانی که پسر و جانشین او، شاه تهماسب یکم (۱۵۲۴–۱۵۷۶)، این قلمرو را به یک استان کامل ایران تبدیل کرد و اولین فرماندار صفوی را برای آن گمارد. از آن پس، شماخی به عنوان مرکز ولایت شیروان ایران عمل می‌کرد. در سال ۱۵۶۲، آنتونی جنکینسون انگلیسی، شهر را با عبارات زیر توصیف کرد: «این شهر با شتر از دریا پنج روز راه است، اکنون بسیار افت کرده‌است؛ این شهر پیش از آنکه در اثر زلزله ویران شود، یکی از بهترین و پرجمعیت‌ترین شهرهای ایران بوده‌است. اکثر ساکنان آن ارمنی‌اند.»
به گفته راهبان کارملی که در سال ۱۶۰۷ از شهر دیدن کردند، جمعیت آن را ایرانی‌ها و ارمنی‌ها تشکیل می‌دادند. ارامنه شهر فعالانه به تجارت مشغول بودند. علاوه بر مالیات معمولی، مردم ارمنی به سایر ادیان نیز خراج می‌دادند. اولیا چلبی، جهانگرد عثمانی، در سال ۱۶۴۷ از این شهر دیدن کرد و آن را به عنوان شهری برخوردار توصیف کرد. در دهه ۱۶۷۰، مسافر اسپانیایی پدرو کوبرو سبستیان نوشت که ساکنان شماخی از ایرانیان، ارمنی‌ها و گرجی‌ها تشکیل می‌شد. به گفته جان بل، جهانگرد انگلیسی، در سال ۱۷۱۵ زبان رایج مردم شهر ترکی بود، اما نخبگان شهر به زبان فارسی صحبت می‌کردند و گرجی‌ها و ارمنی‌های زیادی در شهر بودند. مردم محلی عمدتاً به شراب‌سازی، دامداری و قالی‌بافی اشتغال داشتند.

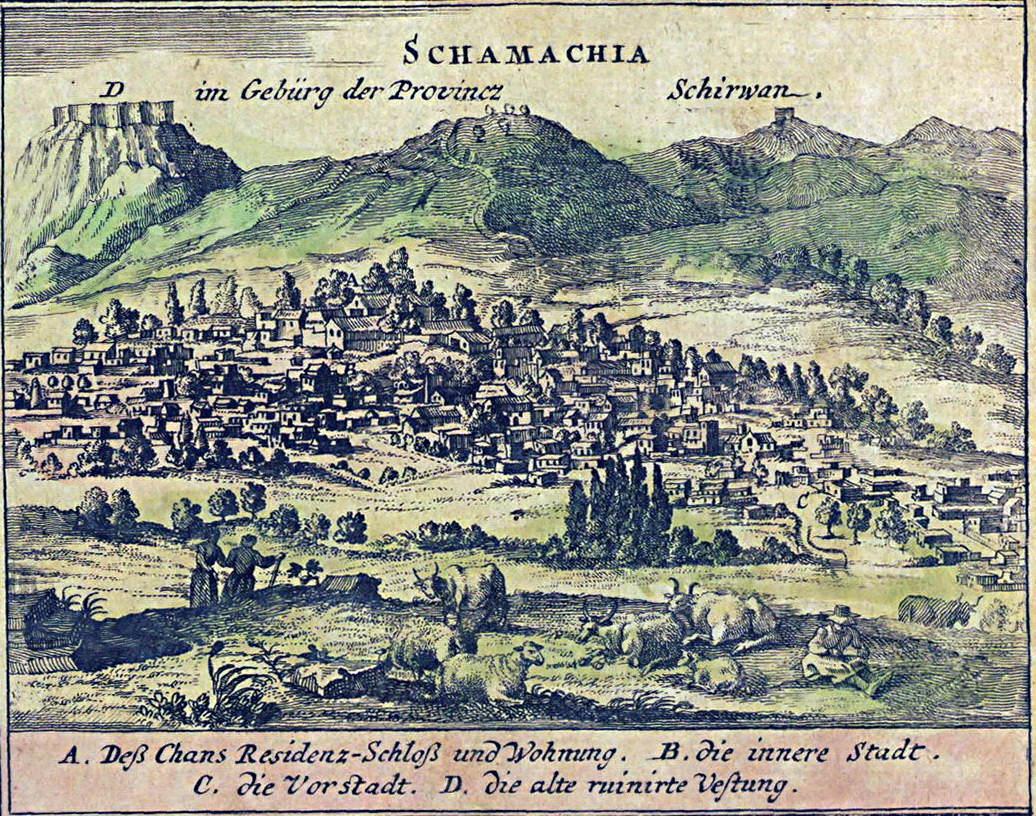
تصویر ۱۶۸۳ از شماخی توسط انگلبرت کامپفر (منتشر شده در ۱۷۳۴)

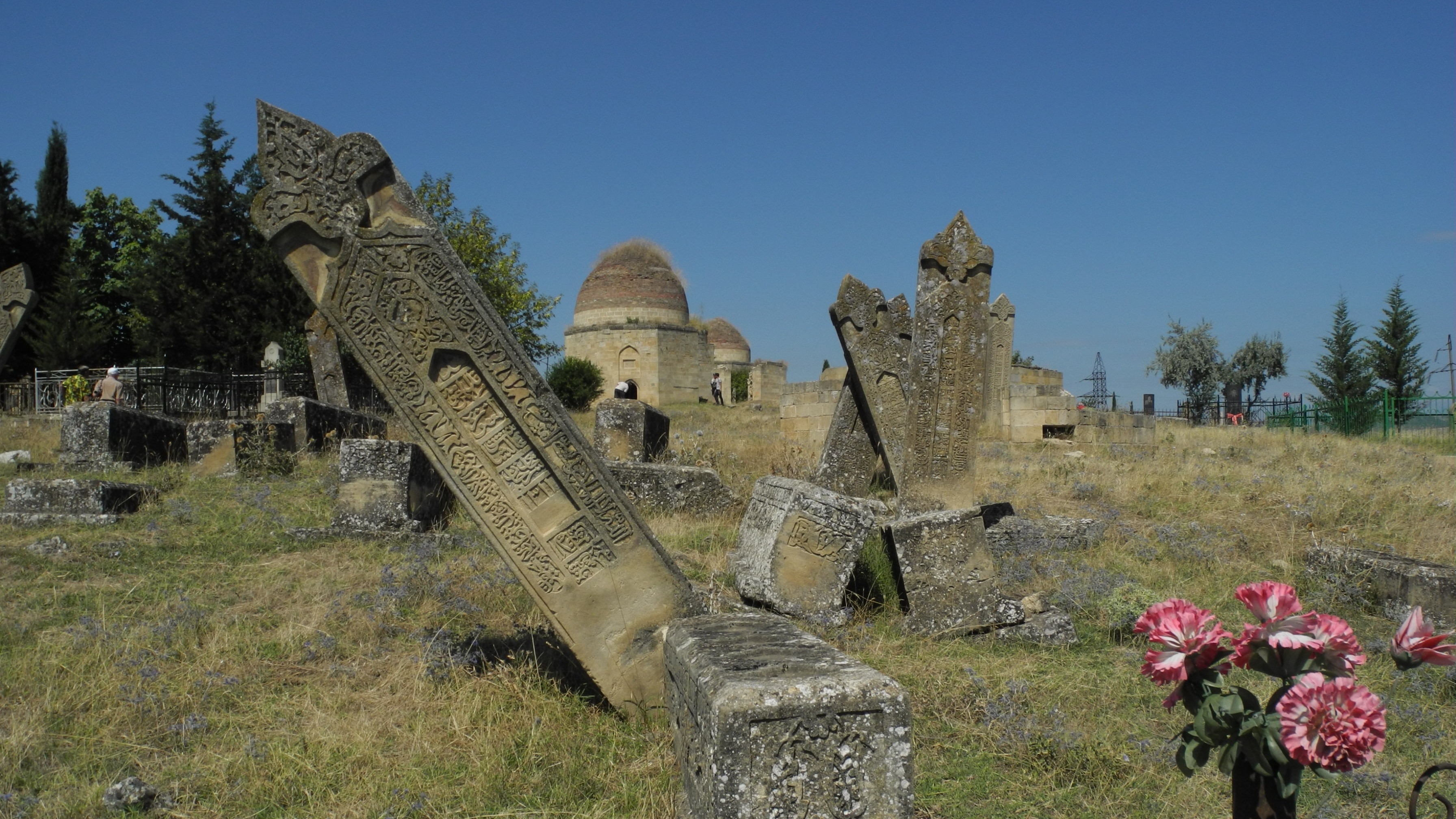
مقبره یدی گمبز (هفت‌گنبد).

در سال ۱۷۲۱، لزگی‌های ولایت‌های شیروان و داغستان ایران صفوی، با کمک (بقیه) ساکنان سنی منطقه، شهر شماخی را غارت کردند.   آنها هزاران نفر از ساکنان شیعه آن را قتل‌عام کردند، و علاوه بر آن به غارت شهر و غارت اموال ساکنان مسیحی و اتباع خارجی آن که اکثراً بازرگانان روس شهر بودند دست زدند.  

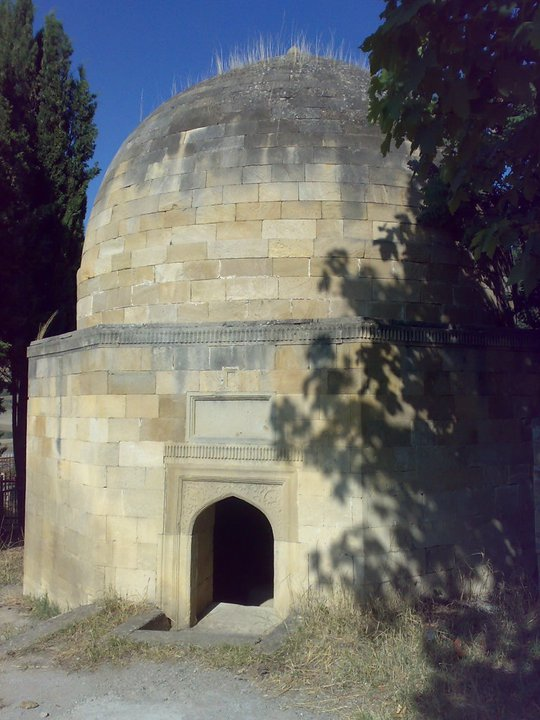
آرامگاه شاه خندان برادر نسیمی شاعر معروف آذری. در قرن ۱۷ ساخته شده‌است.

نیروهای روس برای اولین بار در سال ۱۷۲۳ وارد شیروان شدند. این امر در جریان جنگ روسیه و ایران (۱۷۲۲–۱۷۲۳) و حمله روس‌ها سرزمین‌های ایران در قفقاز شمالی و قفقاز جنوبی صورت گرفت. روس‌ها برای این حمله، تهاجم لزگی‌های شورشی به اتباع خود در شماخی را بهانه قرار دادند.   آن‌ها با این حال به زودی از این منطقه واپس نشسته و آن را به عثمانی‌ها واگذاشتند. عثمانی‌ها تا ۱۷۲۳–۱۷۳۵ میلادی یعنی تا زمانی که نادرشاه به قدرت رسید شهر را در اختیار داشتند. در سال ۱۷۴۲ شماخی توسط نادرشاه، شاه ایران، تصرف و ویران شد و او این شهر را مجدداً به ایران الحاق کرد و برای تنبیه اهالی به خاطر عقیده سنی‌شان، شهر جدیدی به همین نام در حدود ۲۶ کیلومتر (۱۶ مایل) در غرب، در پای زنجیره اصلی کوه‌های قفقاز بنا کرد. شماخی جدید در زمان‌های مختلف محل سکونت خانات شیروان بود که توسط خان‌های نیمه‌مستقل اداره می‌شد، اما سرانجام متروک شد و شهر قدیمی بازسازی شد. در اواسط دهه ۱۷۰۰، جمعیت شماخی حدود ۶۰۰۰۰ نفر بود که بیشتر آنها ارمنی بودند. خانات شیروان سرانجام در سال ۱۸۰۵ در جریان جنگ روسیه و ایران (۱۸۰۴–۱۸۱۳) به روسیه ضمیمه شد و ایران قاجاری مجبور شد بر اساس عهدنامه گلستان ۱۸۱۳، حاکمیت این شهر را به‌طور غیرقابل برگشتی به روسیه واگذار کند.
دایرةالمعارف بریتانیایی پنی در سال ۱۸۳۳ بیان کرد که «بخش عمده‌ای از جمعیت شیروان را تبار تاتار یا به‌طور صحیح‌تر، تبار ترک، با ترکیبی از اعراب و فارس‌ها تشکیل می‌دهند. . . . علاوه بر مسلمانان که انبوه جمعیت را تشکیل می‌دهند، تعداد زیادی ارمنی، تعدادی یهودی و تعدادی کولی نیز وجود دارند. بر اساس گزارش‌های رسمی سال ۱۸۳۱، تعداد مردان متعلق به جمعیت مسلمان ۶۲۹۳۴ نفر بود. ارامنه ۶۳۷۵؛ یهودیان، ۳۳۲؛ و تعداد کل مردان ۶۹۶۴۱. زبان رایج شیروان چیزی است که ترکی نامیده می‌شود که در آذربایجان نیز به کار می‌رود. همین منبع همچنین می‌گوید که بر اساس برآوردهای رسمی سال ۱۸۳۲، در شهر شماخی تنها ۲۲۳۳ خانوار سکونت داشته‌است، در نتیجه ویرانی ناشی از غارت شهر «به وحشیانه‌ترین شیوه توسط کوه‌نشینان داغستان» در سال ۱۷۱۷ میلادی. دایرةالمعارف بریتانیکا بیان کرد که در سال ۱۸۷۳ این شهر دارای ۲۵۰۸۷ سکنه بود که «از این تعداد ۱۸۶۸۰ نفر تاتار و شاهسون، ۵۱۷۷ نفر ارمنی و ۱۲۳۰ نفر روس بودند». تولید ابریشم همچنان با ۱۳۰ دستگاه ابریشم‌بافی که اکثراً متعلق به ارامنه بود، تولید اصلی بود، اگرچه صنعت از سال ۱۸۶۴ به میزان قابل توجهی کاهش یافته بود.
شماخی تا زمان زلزله ویرانگر سال ۱۸۵۹ که مرکز استان به باکو منتقل شد، مرکز استان شماخی در امپراتوری روسیه بود. پس از آن، اهمیت شهر به شدت کاهش یافت. به نوشته دانشنامه افرون و بروک‌هاوس (جلد ۷۷، ص. ۴۶۰، منتشر شده در ۱۹۰۳)، شماخی ۲۰۰۰۸ تن (۱۰۴۵۰ مرد و ۹۵۵۸ زن) سکنه داشت که از این تعداد ۳ درصد روس، ۱۸ درصد ارمنی و ۷۹ درصد «تاتارهای آذربایجان» بودند. از نظر مذهب، ۷۹ درصد مردم مسلمان بودند که ۲۲ درصد آن سنی و بقیه شیعه بودند. ۲۱ درصد باقیمانده «آرمنی گرگوریان» (اعضای کلیسای حواری ارمنی) و «پراووسلاو» (ارتدوکس) بودند.

## جغرافیا

### لرزه‌خیزی
این شهر در لرزه خیزترین منطقه قفقاز واقع شده‌است و در سال‌های ۱۱۹۱ و ۱۸۵۹ توسط زمین لرزه‌های شدیدی لرزید که به قدری ویرانگر بود که پایتخت شیروان دو بار به باکو منتقل شد. در سال ۱۸۷۲، زلزله باعث مهاجرت به باکو شد، جایی که تولید نفت در ابعاد صنعتی آغاز شده بود.
بر اساس گزارش بازرگانان ایرانی ، زمین‌لرزه سال ۱۶۶۷ با تلفات ۸۰۰۰۰ نفر بدترین زمین لرزه بوده و یک سوم شهر فروریخت. آخرین زلزله فاجعه بار در سال ۱۹۰۲ ثبت شد که مسجد جمعه قرن دهم را ویران کرد. شماخی نزدیک مرز سه صفحه زمین‌ساختی است.

### رودخانه‌ها
شماخی در بخش مرکزی شیروان و در ارتفاع حدود ۷۴۹ متر (۲٬۴۵۷ فوت) بالاتر از سطح دریا، در موقعیت جغرافیایی مطلوب جای گرفته‌است. در جنوب شماخی رود زونگالاوای و در شرق پیرساعت‌چای جریان دارد. این شهر از شمال با بیناسلی، گوش‌خان، از شمال غربی توسط پیردیرکی و برج دختر و گرجستان و از غرب با کوه‌های می‌سری احاطه شده‌است. این کوه‌ها را می‌توان استحکامات دفاعی طبیعی شهر دانست. چشمه‌های زیادی وجود دارد که به دلیل قرار گرفتن در دامنه کوه‌های قفقاز، آب آشامیدنی مردم شهرنشین و روستاهای اطراف را تأمین می‌کند.

### گروه‌های قومی
اکثریت جمعیت آذربایجانی هستند، در حالی که روس‌ها، لزگی‌ها و تات‌ها اقلیت‌های دیگر را تشکیل می‌دهند. آنها به ترتیب به زبان ترکی آذربایجانی، روسی، لزگی و تاتی صحبت می‌کنند.

### دین

سراسرنمایی از شهر در شب

مسجد جمعه شماخی بزرگ‌ترین بنای مذهبی شهر است. در طول تاریخ این مسجد چند بار تخریب یا ویران شده‌است، اما هر بار بازسازی شده‌است، آخرین بار در سال 2009. این مسجد قدیمی‌ترین مسجد در قلمرو آذربایجان است که در سال‌های ۷۴۳–۷۴۴ ساخته شده‌است. این مسجد بعد از مسجد جمعه دربند (ساخته شده در سال ۷۳۴) از نظر قدمت در قفقاز جنوبی دومین است. این مسجد توسط وزارت فرهنگ و گردشگری جمهوری آذربایجان به عنوان یکی از آثار تاریخی و فرهنگی این کشور به ثبت رسیده‌است.
این مسجد در قرون وسطی در جریان زلزله شماخی در سال ۱۸۵۶ چندین بار مرمت شد و در سال ۱۹۰۲ ویران شد. اولین بار توسط قاسم حاجی بابابایوف و بعداً توسط یوسف پلوشکو بازسازی شد. آخرین کار مرمت مسجد در سال ۲۰۱۰–۲۰۱۳ انجام شد.

## اقتصاد
پس از فرمان «در مورد اقدامات برای تسریع توسعه اقتصادی - اجتماعی در جمهوری آذربایجان»، با امضای الهام علی اف در ۲۴ نوامبر ۲۰۰۳ و «برنامه دولتی توسعه اجتماعی و اقتصادی مناطق جمهوری آذربایجان» با تصویب رئیس‌جمهور ایالت، استانداردهای زندگی در شماخی همراه با سایر مناطق بهبود پیدا کرد.
در قالی‌فروشی‌های شماخی که ۴۰ قطعه ماشین‌ابزار متعلق به شرکت «استار» نصب شده بود، قالی‌هایی مانند «گوبا شیروان»، «نخجوان»، «قره‌باغ» و «تبریز» می‌بافند. در سال ۱۳۸۴ در کارخانه تولید تلویزیون شماخی ساخته شده توسط شرکت "استار"، برندهای ۳۷، ۵۴، ۷۲، 74 "LCD", "Plasma", "CV" و "رسیور" دیجیتال بر اساس قطعات یدکی تولید شد.
ساختمان موزه تاریخی-قوم‌نگاری به نام س. شیروانی مرمت شد و مجسمه ۱۲ تن از بزرگان منطقه شماخی در حیاط موزه گذاشته شد.

## فرهنگ و هنر

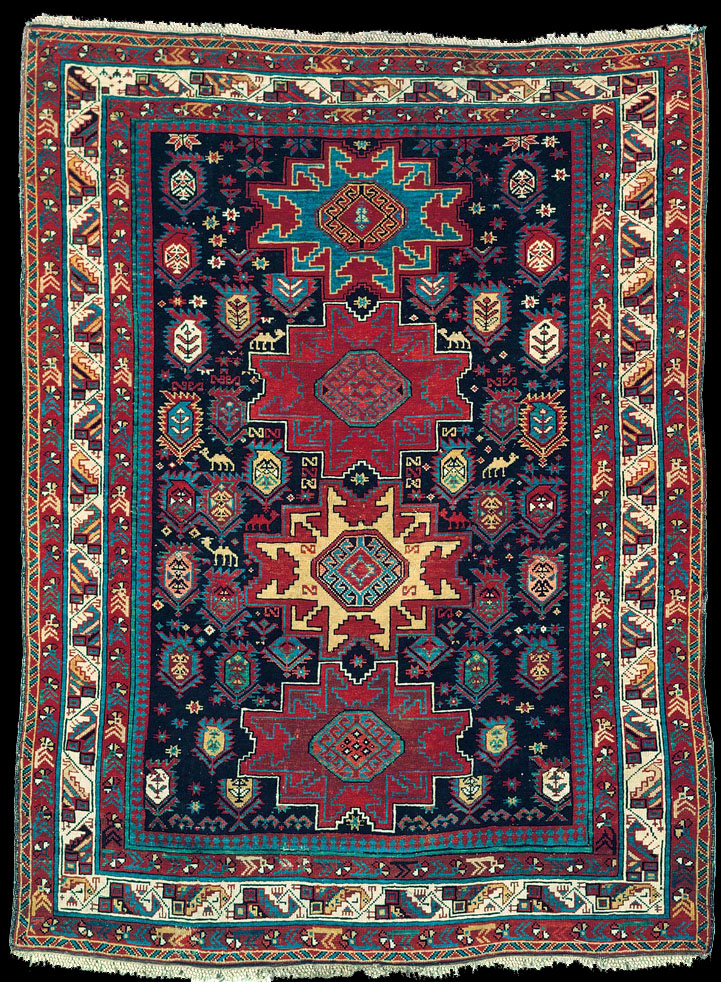
قالیچه عتیقه از شیروان، روستای چم‌جملی، شهرستان شماخی مرازه، آذربایجان. اواخر قرن ۱۹. موزه دولتی فرش و هنرهای کاربردی آذربایجان

از نظر تاریخی، شماخی به خاطر قالی‌هایش معروف بوده که مانند سایر فرش‌های شیروان در تزئینات آن نقوش گل و بوته غالب است. فرش‌های شیروان در برخی از موزه‌های معروف جهان به نمایش گذاشته شده‌است. نمونه ای از آنها در موزه ترکی و اسلامی استانبول و موزه هنر برلین و موزه پنسیلوانیا آمریکا نگهداری می‌شود.
از دیگر محصولات هنری می‌توان به صنایع دستی مس، سفالگری، خیاطی، جواهرات، نجاری، مجسمه‌سازی و آهنگری اشاره کرد (آهنگران در الصحاب بسیار رواج داشتند) و همچنین در شماخی توسعه یافته‌است.

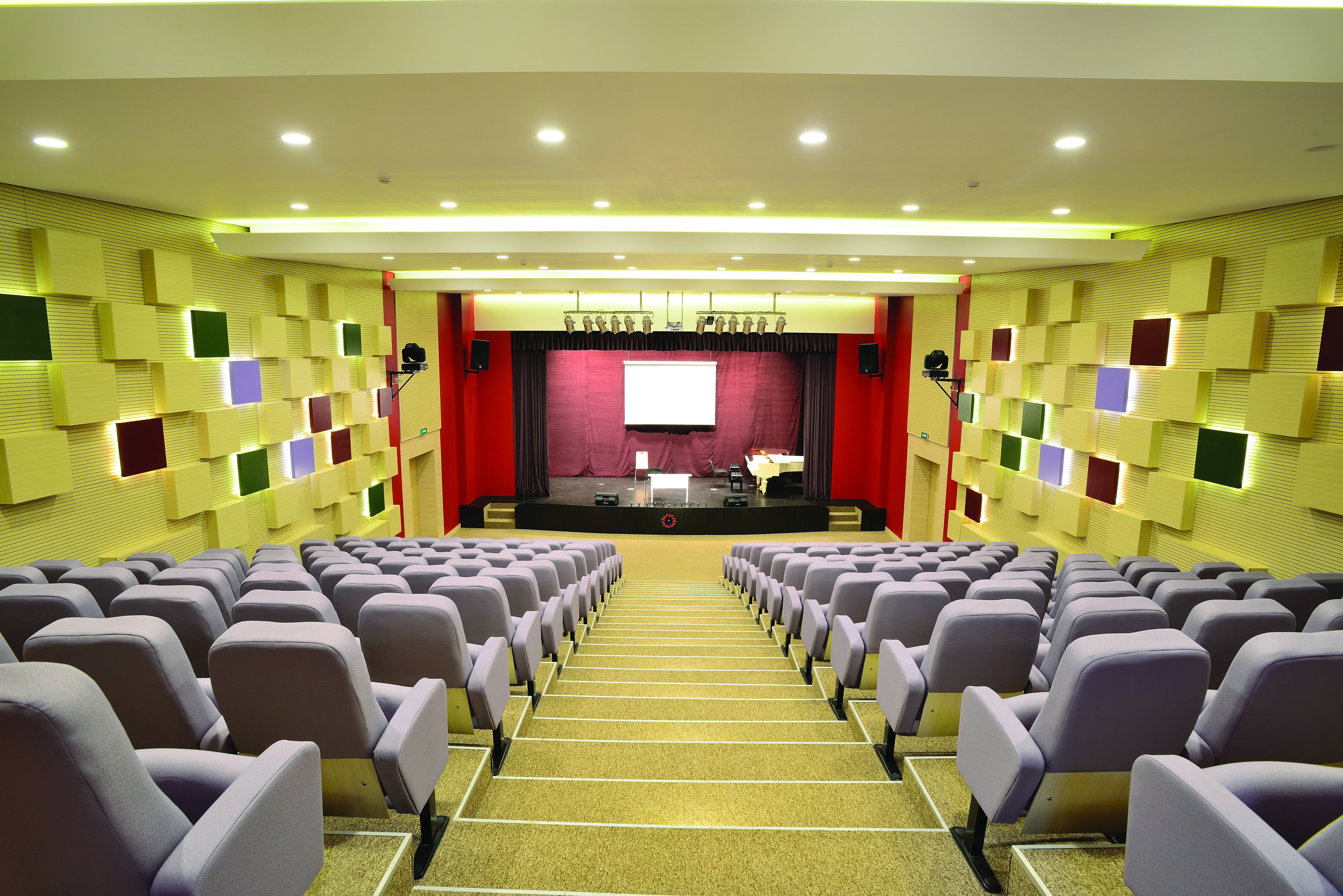
کانون خلاقیت کودکان شماخی

در قرن نوزدهم این شهر به دلیل رقصندگان شماخی، رقصندگان اصلی گروه‌های سرگرمی، مشابه طوائف، شهرت یافت. این شهر محل گنبدهای شیروان، مقبره و گورستان قرن پانزدهمی است که در پای قلعه گلستان واقع شده‌است.

### موسیقی و رسانه
می‌توان صحنه موسیقی در شاماخی را به دوران باستان و روستاهای باکو که عموماً به عنوان سرچشمه موسیقی مقامی آذربایجانی مورد احترام بوده‌اند، دنبال کرد.
ساکنان قابل توجه این شهرستان عبارتند از: فیلسوف سید یحیی باکویی، شاعران سید عظیم شیروانی، خاقانی و میرزا علیاکبر صابر، خوانندگان مقام به عالیم قاسمف و فرغانه قاسمفا، بازیگران Aghasadyg Garaybeyli و عباس میرزا شریف‌زاده، معمار قاسم‌بیگ حاجی‌بابابیگف، نمایشنامه نویس ارمنی و رمان‌نویس آلکساندر شیروانزاده و دیگران.

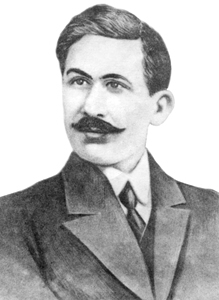
عباس صحت، یکی از برجسته‌ترین شاعران جمهوری آذربایجان
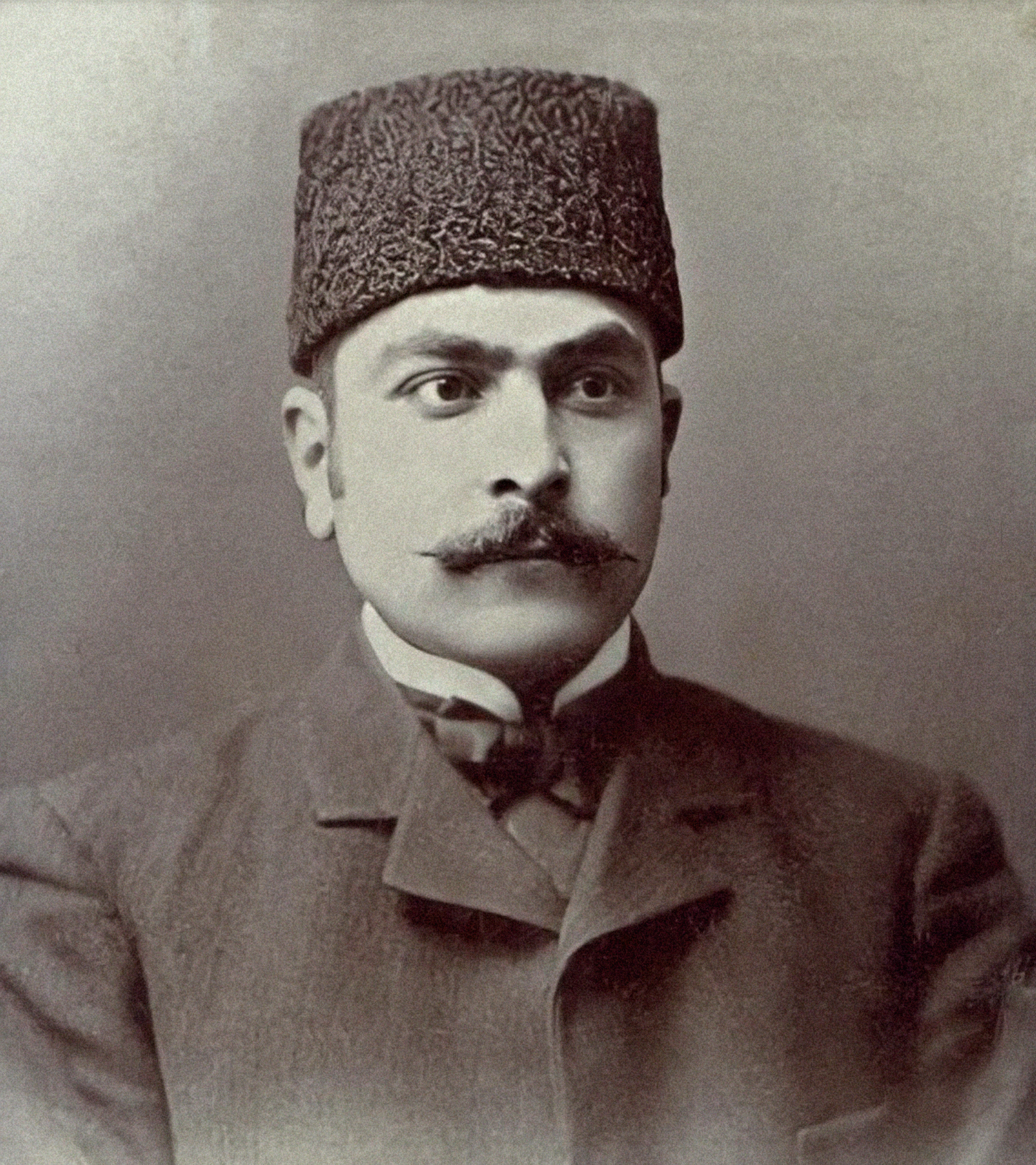
محمد هادی، شاعر سبک رمانتیسم جمهوری آذربایجان
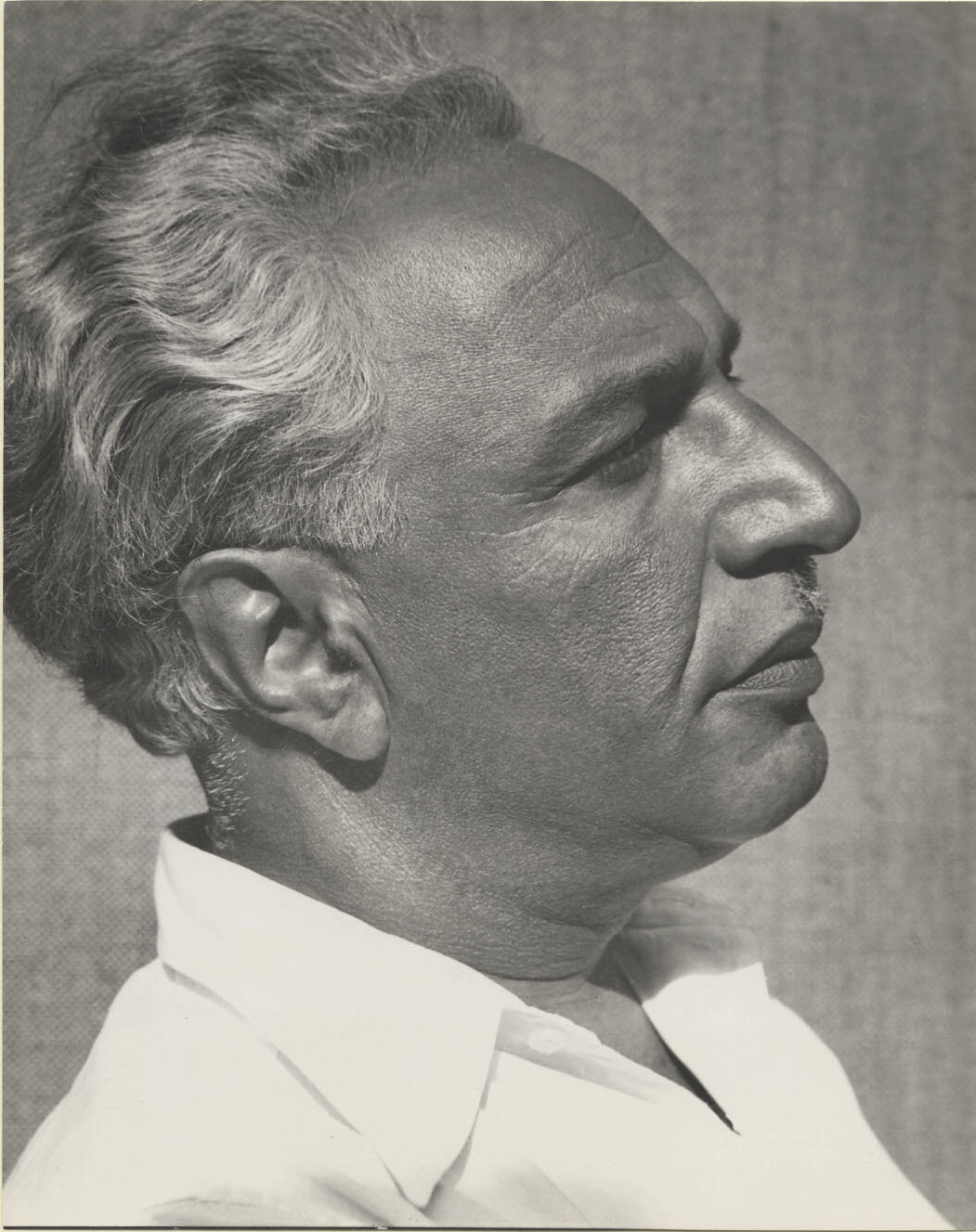
گوستان زاریان، نویسنده و شاعر ارمنی تبار
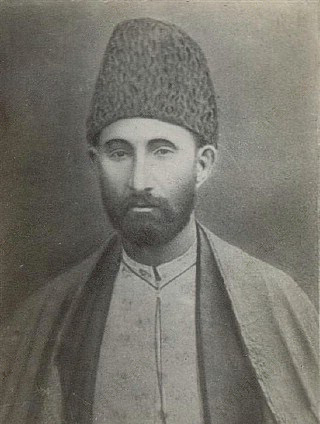
سید عظیم شیروانی شاعر طرز سنتی شعر آذربایجان و ادامه دهنده سبک شعر عشقی محمد فضولی.
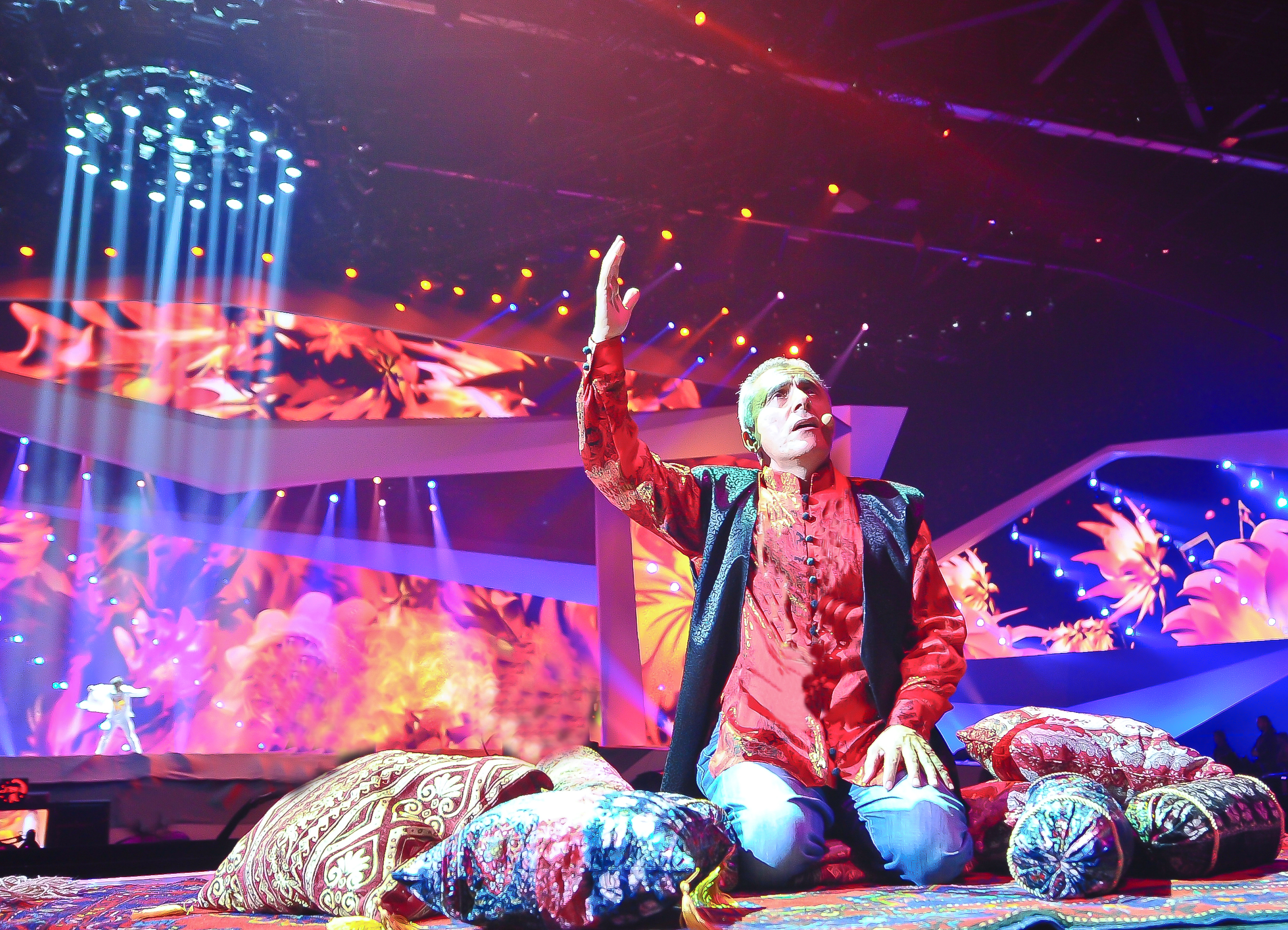
عالیم قاسمف، خواننده معروف موسیقی مقامی و برنده جایزه یونسکو .
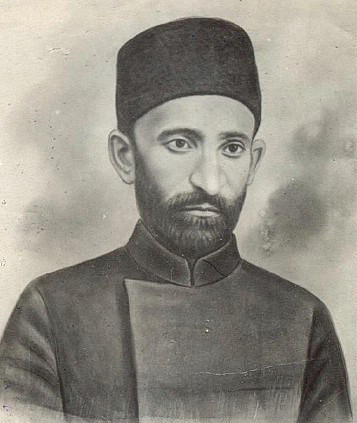
میرزا علی‌اکبر صابر، یکی از بنیان‌گذاران شعر طنز در ادبیات آذربایجانی

## نگارخانه

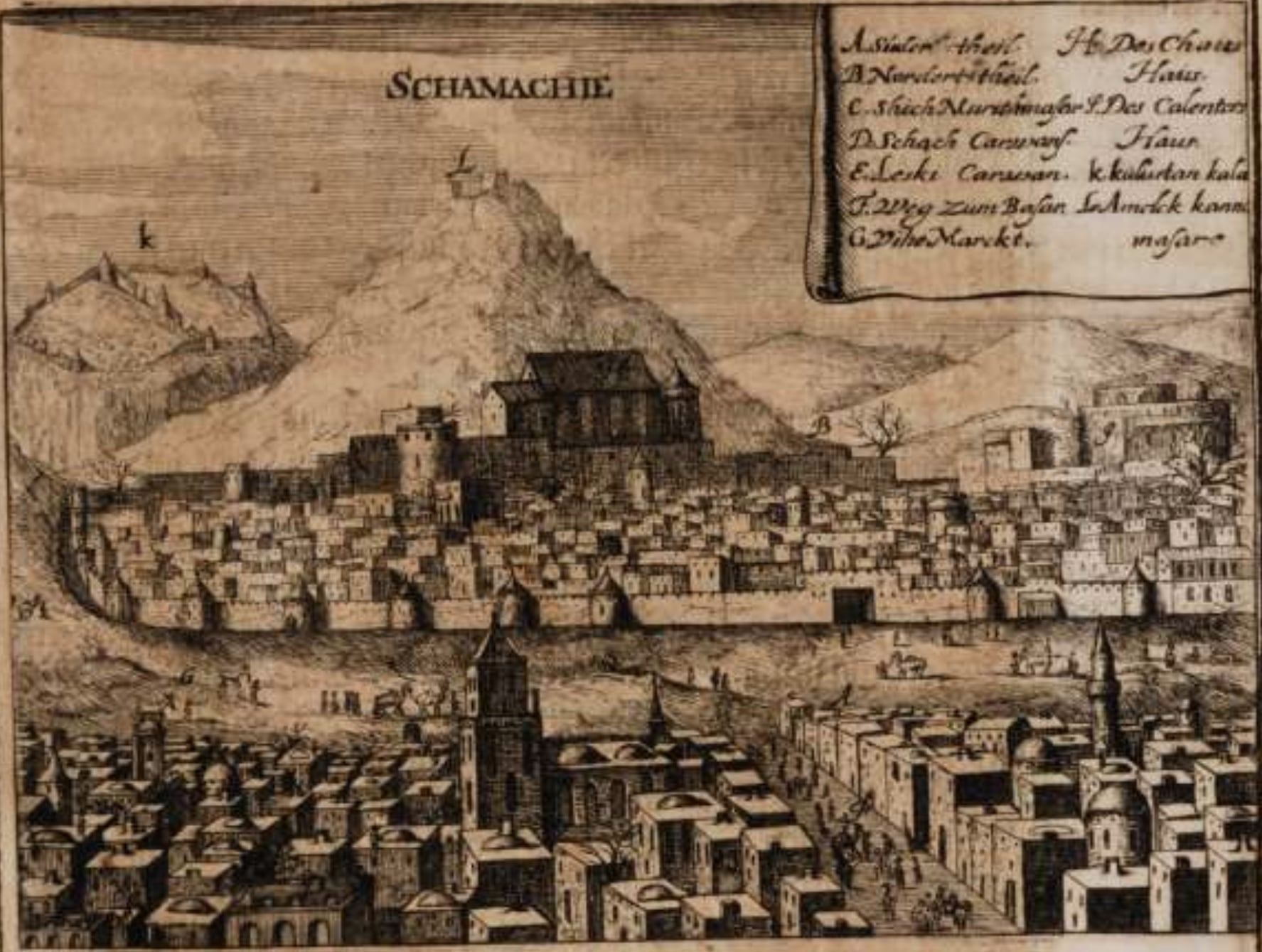
Şamaxı در ۱۶۵۶. از کتاب آدام اولئاریوس
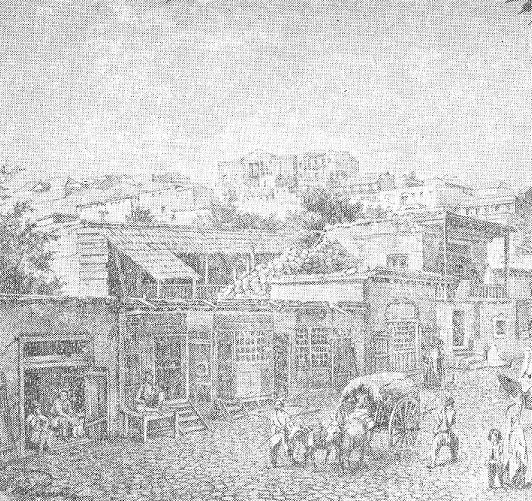
شماخی در سال ۱۸۴۹م
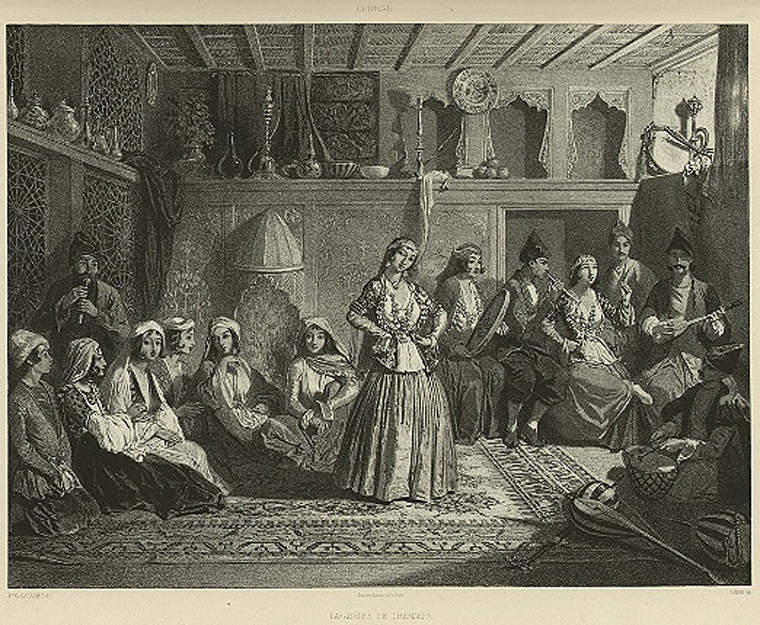
زنان رقصنده شماخی اثر گریگوری گاگارین ، ۱۸۴۷
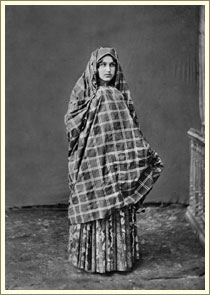
دختر جوان آذری اهل شماخی، ۱۸۸۳
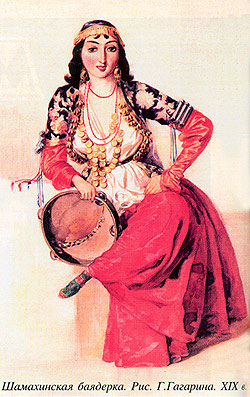
زن آذربایجانی اهل شماخی در قرن نوزدهم
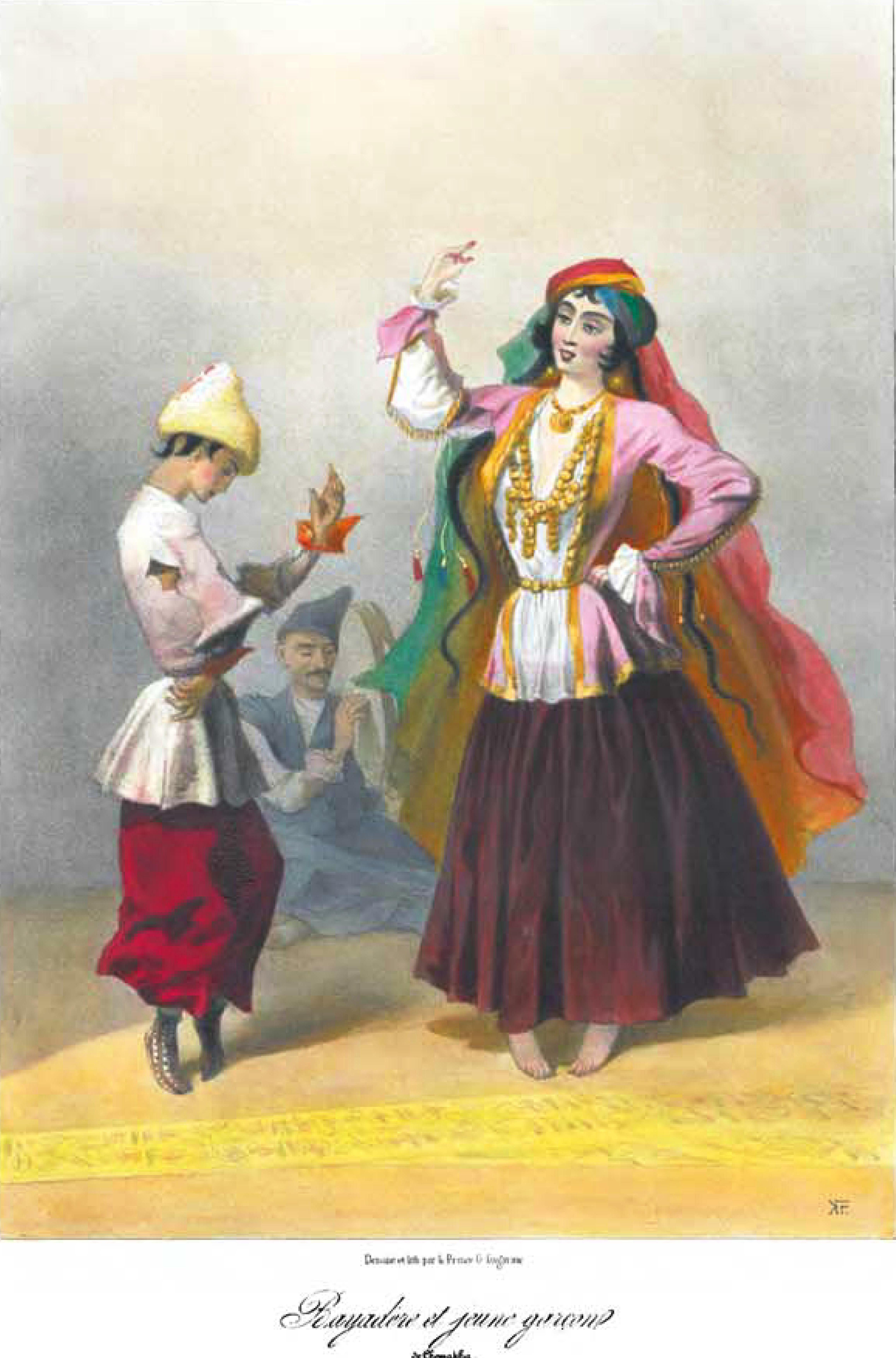
رقص در شماخی اثر گریگوری گاگارین، ۱۸۴۰
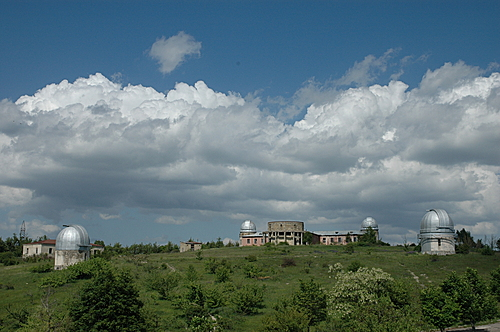
رصدخانه اخترفیزیک شماخی
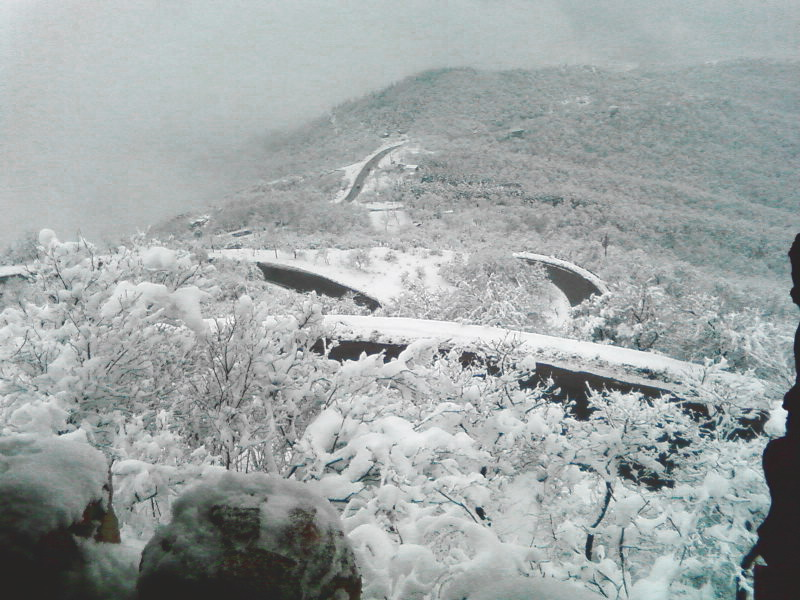
گردنه شماخی در زمستان
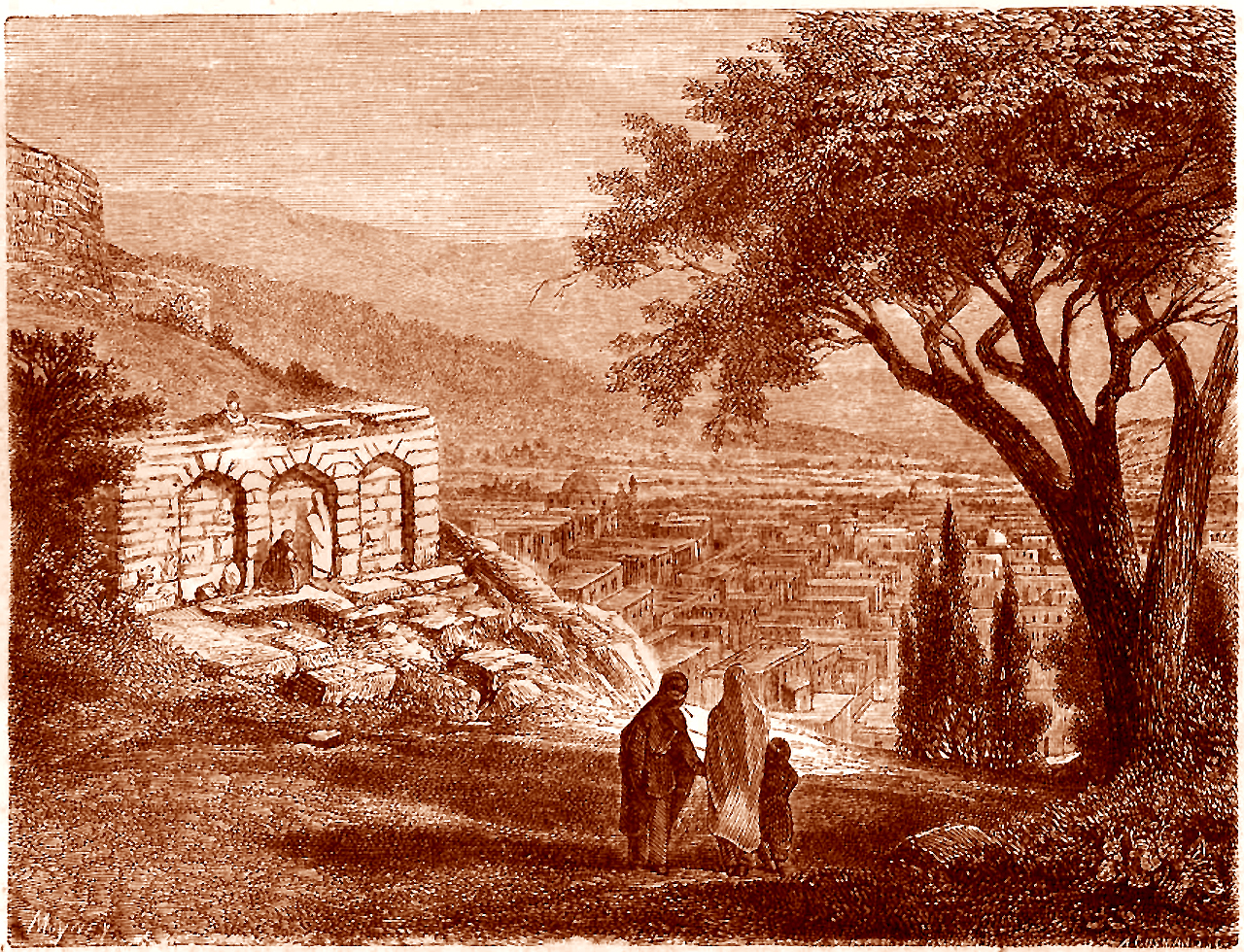
شماخی در قرن ۱۹م
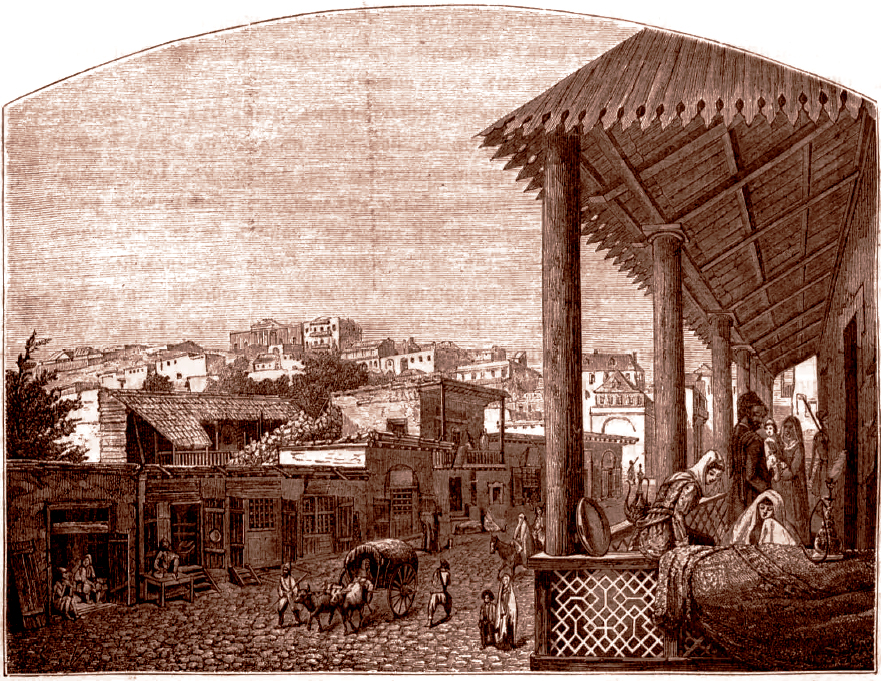
شماخی در قرن ۱۹م